# Der Kuss (Hayez)
Der Kuss  (ital. Il bacio) ist der Name eines Gemäldes von Francesco Hayez aus dem Jahr 1859. Das 112 × 88 cm große Bild ist in Öl auf Leinwand ausgeführt und zeigt ein mittelalterlich gewandetes Liebespaar in inniger Umarmung. Es ist mit seinem Thema und der handwerklichen Perfektion typisch für die italienische Romantik. Das Bild ist ein Symbol für das Risorgimento, die italienischen Unabhängigkeits- und Einigungsbestrebungen im 19. Jahrhundert.  Es wird als Hayez’ berühmtestes Werk angesehen und befindet sich in der Pinacoteca di Brera in Mailand. 

## Bildbeschreibung
Das sich küssende junge Paar steht als Ganzfiguren in der Bildmitte. Der Mann, in ein braunes Cape und eng anliegende rote Beinkleider gewandet, legt seine Rechte auf die Wange der Frau, ein Hut mit angesteckter Feder verdeckt sein Gesicht. Sein linkes Bein hat er auf die unterste Stufe einer Steintreppe gestellt, um eine noch engere Umarmung zu ermöglichen. Darüber, fast im Schatten seines Capes verborgen, ist der Griff eines Dolches erkennbar. Die junge Frau trägt ein blaues Kleid mit weißem Besatz. Ihr Gesicht ist nach oben dem Mann zugewandt, ihre linke Hand umfasst seine Schulter. Der teilweise im Schatten verschwindende Bildhintergrund wird von einer aus großen, behauenen Blöcken gefügten Steinmauer beherrscht. Am Ende eines Ganges im Hintergrund der linken Seite scheint am Fuß einer weiteren Treppe eine Gestalt auf die beiden Figuren zu warten.

## Deutung
Auf den ersten Blick präsentiert sich das Bild als meisterlich ausgeführtes, aber vom Motiv her wenig bemerkenswertes Werk - historisierende Gemälde waren in der Romantik weit verbreitet, besonders das Mittelalter wurde dabei idealisiert. Auch Hayez war bereits Jahrzehnte zuvor diesem Trend gefolgt und hatte zum Beispiel Die Sizilianische Vesper (Szene 1 von 1821 bis 1822) und Die Befreiung Vittor Pisanis aus dem Kerker (1840) geschaffen. In Der Kuss wird der Betrachter Zeuge einer Abschiedsszene: Der junge Mann trägt Reisekleidung, sein Dolch weist ebenso wie die drängenden Schatten im Hintergrund auf einen gefahrvollen Weg hin. Hayez arbeitet gekonnt mit dem Kontrast zwischen den kühlen Farben des Kleides der jungen Frau und den warmen Rot- und Brauntönen der Gewänder des Mannes.

Flagge des Königreichs Italien
Flagge Frankreichs

Auf den zweiten Blick jedoch entpuppt sich Der Kuss als politische Allegorie. Die beiden umschlungenen Figuren stehen für die Länder Italien und Frankreich, zu erkennen an den Gewändern, die in den jeweiligen Nationalfarben gehalten sind. Zum Zeitpunkt der Entstehung des Werks war Italien in mehrere regionale Königreiche aufgeteilt, unter denen das Königreich Sardinien immer mehr die Führungsrolle beanspruchte.
Der Kuss selbst versinnbildlicht die enge Verbindung der beiden Länder: 1859 kämpften das Königreich Sardinien und Frankreich als Verbündete im Sardinischen Krieg gegen das Kaisertum Österreich und besiegten es in der Schlacht von Solferino. Die Lombardei wurde in der Folge von Österreich an Italien abgetreten, nach dem Anschluss der anderen italienischen Königreiche an Sardinien entstand 1861 das Königreich Italien. Im September 1859 wurde das Gemälde auf der Esposizione Dell’Accademia di Brera (der Ausstellung der Accademia di Belle Arti di Brera) gezeigt, nur drei Monate nachdem die siegreichen Befehlshaber Viktor Emanuel II. und Napoléon III. die Stadt besucht hatten. Der Symbolgehalt wurde sofort von der begeisterten Öffentlichkeit aufgenommen.

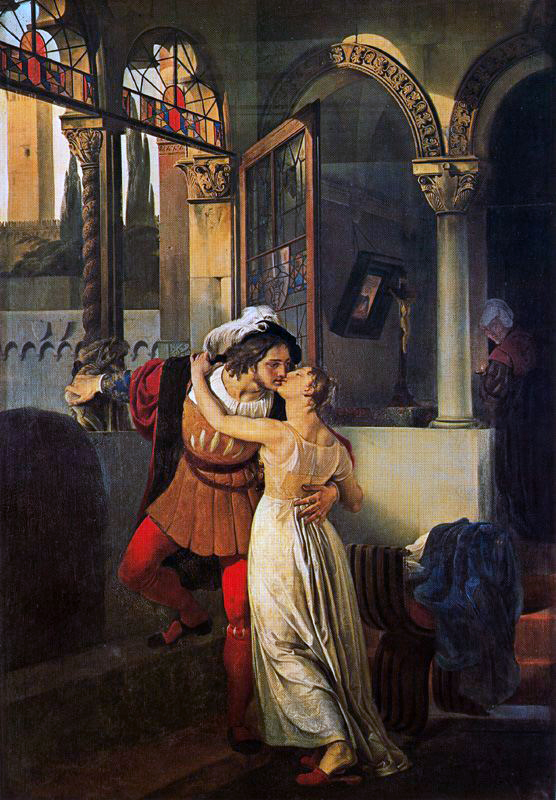
Romeo und Julia, 1823

Schließlich ist auch eine Deutung vor literarischem Hintergrund möglich. Die Szene spielt ebenso auf Renzo und Lucia aus dem Roman I Promessi Sposi von Alessandro Manzoni wie auf William Shakespeares Tragödie Romeo und Julia an, die Hayez schon 1823 zum Gemälde einer Abschiedsszene inspirierten.

## Weitere Versionen
Hayez malte drei weitere Versionen dieses Motivs:
- Eine kleinere Version schenkte Hayez der Familie von Carolina Zucchi, die ihm zum Beispiel für sein Werk Die Kranke Modell gestanden hatte und seine Geliebte war. Es befindet sich heute in einer privaten Sammlung in Turin.[3]
- Eine weitere Version wurde am 7. Mai 1998 im Auktionshaus Sotheby’s in New York versteigert. In dem Gemälde im Format 117 × 80 cm trägt die junge Frau wie im Original ein blaues Kleid, doch liegt auf den Stufen neben dem Paar ein weißes Tuch.[3] Auch dieses Bild befindet sich heute in Italien.[4]
- In der Version von 1861, die in Öl auf Leinwand gemalt wurde, trägt die junge Frau ein weißes Kleid, wodurch Frankreich ausgeklammert und der Fokus ganz auf das gerade vereinigte Italien verlegt wird. Das Bild wurde von Federico Mylius (1826–1897) in Auftrag gegeben, dem Sohn von Heinrich (Enrico) Mylius, einem erfolgreichen deutschen Bankier, der sich 1792 in Mailand angesiedelt hatte. Die Erben Federico Mylius’ verkauften das Gemälde an einen deutschen Sammler weiter. Am 12. November 2008 wurde es bei Sotheby’s in London versteigert. Der Wert wurde auf £ 400.000–600.000 (505.000–760.000 Euro) geschätzt, der erzielte Preis betrug £ 780.450[3].